# Appelsinjuice
Appelsinjuice er den rene saft presset af appelsiner. Appelsinjuice drikkes over hele verden, og i mange husstande er den almindelig til morgenmaden. Den bedste kvalitet er friskpresset juice fra nyplukkede appelsiner.
Appelsinjuice indeholder meget C-vitamin, og et glas er nok til at dække dagsbehovet.
Frugt- og bærprodukter med tilsætningstoffer eller uden frugtens naturlige og oprindelige balance mellem næringsstofferne betegnes som nektar, limonade eller saft.